# Hylla

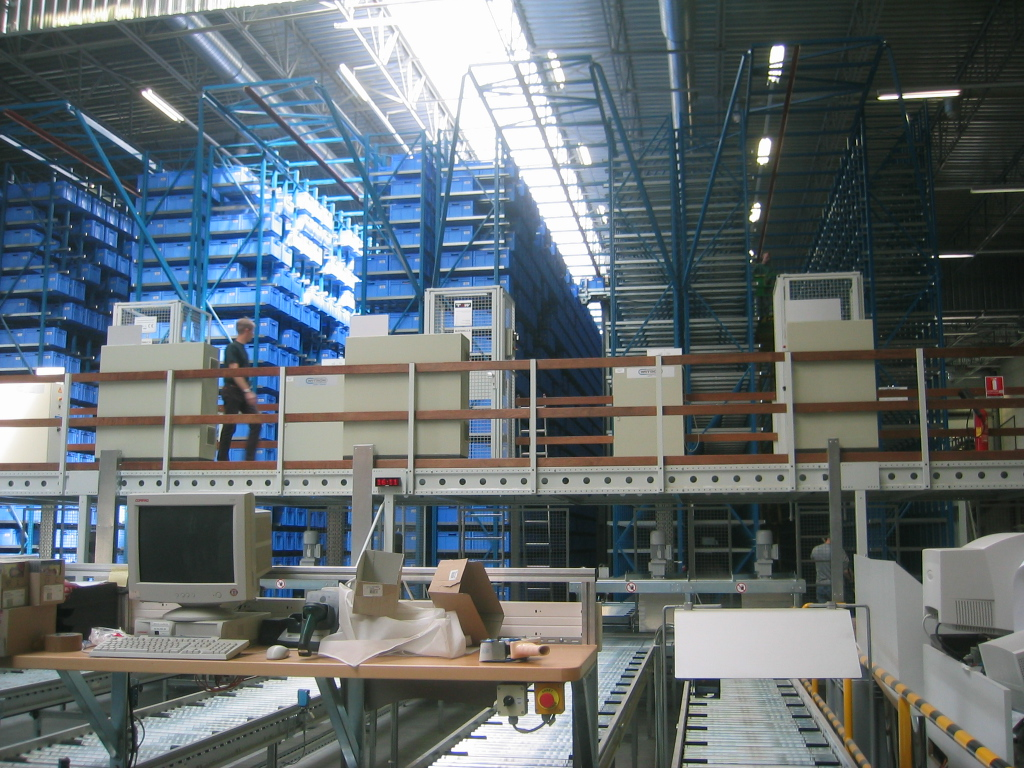
Hyllor i ett lager

En hylla är en förvaringsmöbel som normalt sett inte är täckt. Hyllan består av vanligtvis vågräta hyllplan som hålls uppe av en stödjande struktur eller bara med konsoler.